# 盖代拉

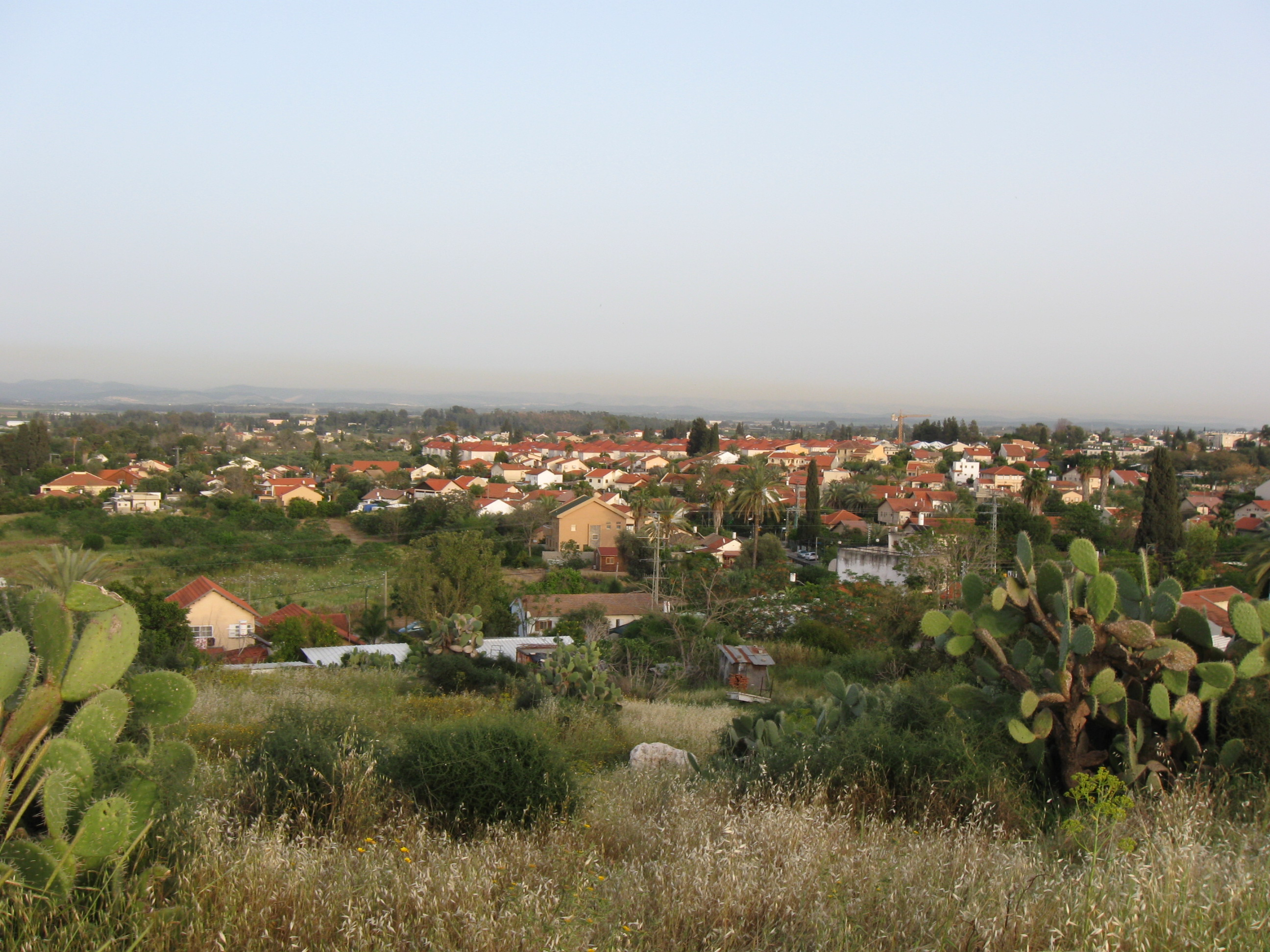

基底拉（希伯来语：‎）是以色列中央区的一个镇，面积14.5平方公里，人口15,500人（2006年）。